# James Darmesteter
James Darmesteter, född 28 mars 1849  i Château-Salins, död 19 oktober 1894 i Maisons-Laffitte, var en fransk orientalist och iranist. Han var bror till Arsène Darmesteter.
Darmesteter blev 1885 professor vid Collège de France, och företog 1886-87 en resa till Afghanistan och angränsande delar av Indien. Darmesteters vetenskapliga produktion rör främst de iranska området. Särskilt märks hans översättning av Avesta för The sacred books of the East (band 1-2 1880-83, tredje bandet av Lawrence Heyworth Mills 1887) och i Annales du Musée Guimet (3 band, 1892-93). Den senare var med sina vidlyftiga kommentarer den dittills främsta översättningen av Avesta i sin helhet. Bland övriga verk märks Études iraniennes (1883), där Darmesteter beskrev utvecklingskedjan från fornpersiska via pehlevi till nypersiska, samt Chants populaires des afghans (2 band, 1889-90), den första utförliga materialsamlingen för studiet av persiskan i Afghanistan. Darmesteters komparativt inriktade religionshistoriska författarskap är sedan länge föråldrat.